# 黃大節 (嘉靖進士)
黃大節（1510年—？），字克完，福建泉州府南安縣人，民籍，明朝政治人物。賜進士出身。

## 生平
嘉靖二十二年（1543年）癸卯科順天府鄉試第四十六名舉人。嘉靖二十九年（1550年）中式庚戌科會試第三百五名，二甲第八十一名進士。官至浙江台州府知府。

## 家族
曾祖黃添；祖父黃逸；父黃存實。嫡母張氏；繼母張氏；生母王氏。慈侍下。